# روضة الشهدا
روضة الشهدا (به معنی باغ شهدا) مقتلی است از حسین واعظ کاشفی دربارهٔ سرگذشت حسین بن علی و وقایع حزن‌انگیز کربلا که در ده باب و به سال ۹۰۸ هجری قمری تألیف شد. تمرکز کتاب بر روی واقعهٔ کربلاست ولی ابوابی از آن به شرح مصائب سایر انبیا و امامان شیعه پرداخته‌است. اگرچه بارها روضة الشهدا را اولین مقتل فارسی خوانده‌اند، شواهد حاکی از آن است که مقتل‌هایی به زبان فارسی از پیشتر موجود بوده اما هیچ کتابی از لحاظ جامعیت با آن برابری نمی‌کرد. روضة الشهدا در اواخر عهد تیموریان تألیف شد، زمانی که جنب‌وجوش طریقت‌های صوفی–شیعی و گرایش به تشیع در سرتاسر دنیای فارسی‌زبان از مدت‌ها پیش فزونی گرفته بود، شاه اسماعیل صفوی تبریز را فتح کرده و تشیع دوازده‌امامی را مذهب رسمی دولت خویش اعلام کرده بود، و خطر ازبکان سنی از جانب شمال شرق احساس می‌شد. در این برههٔ حساس بود که کاشفی به نوشتن روضة الشهدا با حمایت شاهزاده سید عبدالله میرزا همت گماشت. کتاب نیز به همو تقدیم شده‌است.
پیدایش اصطلاحات «روضه» و «روضه‌خوانی» را به این اثر و رواج آن میان اهل منبر نسبت داده‌اند. این کتاب منشأ روایی تعزیه شد و به شکل‌گیری فرهنگ عامهٔ تشیع در ایران و سایر مناطق شیعه‌نشین کمک شایانی کرد. شاعران، نویسندگان، و داستان‌سرایان متعددی از روضة الشهدا برای خلق آثار ادبی و هنری الهام گرفتند. امروزه برداشت عامهٔ مردم از واقعهٔ کربلا همچنان متأثر از این کتاب است. روضة الشهدا نقش مهمی در روند گسترش تشیع در ایران ایفا کرد. حکومت صفوی نیز در بهره‌برداری از این اثر برای قوام بخشیدن به نهضت خود فروگذاری نکرد. از سوی دیگر، روضة الشهدا به اندیشهٔ تشیع رنگ و بوی ایرانی بخشید.
عمدهٔ شهرت روضة الشهدا به دلیل عبارت‌پردازی‌های زیبای آن است. کتاب به شیوهٔ گلستان سعدی، با نثری مسجع و جذاب و با بهره‌گیری از عناصر داستانی نوشته شده که همین امر استقبال فراوان تودهٔ مردم از آن را در پی داشته‌است. با وجود این، بسیاری از قصه‌های کتاب از لحاظ علمی و تاریخی صحت ندارند و کتاب را باید در گونهٔ (ژانرِ) رمان تاریخی طبقه‌بندی و بیشتر بر ارزش‌های ادبی آن تأکید کرد تا ارزش‌های تاریخی‌اش. منابع مورد استفادهٔ کاشفی عمدتاً نامعتبر و نامشهور بوده‌اند و بخش‌های فراوانی از کتاب صرفاً از تخیلات نویسنده نشئت گرفته‌اند.

## پیش‌زمینه

### دربارهٔ مؤلف
حسین واعظ کاشفی در ۸۴۰ ه‍.ق در سبزوار، مهم‌ترین پایگاه شیعیان در خراسان، متولد شد. پدرش واعظی شیعه بود. دوران کودکی را در سبزوار گذراند که هنوز یاد و خاطرهٔ حکومت شیعی سربداران (۸۰۸–۷۳۷ ه‍.ق) از یاد مردمان شهر نرفته بود. در جوانی برای ادامهٔ تحصیل راهی مشهد شد. در آنجا شیخ سعدالدین کاشغری را به خواب دید که او را به پیوستن به طریقت صوفی نقشبندی فرا می‌خواند. کاشفی در جستجوی شیخ، درس و مدرسه را رها کرد و به هرات رفت اما شیخ تنها چند روز پیش‌تر درگذشته بود. به عقیدهٔ عباس امانت، استاد تاریخ و مطالعات بین‌المللی در دانشگاه ییل، این رؤیای احتمالاً ساختگیِ کاشفی را می‌توان توجیهی برای ترک جامعهٔ محلی و حاشیه‌ای شیعه‌نشین زادگاهش و عزیمت به هرات، پایتخت پرآتیه و سنی‌نشین تیموریان در نظر گرفت. کاشفی با توسل به تصوف از این مرحله گذر کرد. او در هرات به حلقهٔ شیخ عبدالرحمان جامی، شاعر و صوفی پرآوازهٔ نقشبندی، درآمد و خواهرش را نیز به زنی گرفت. این رابطه راه او را برای معاشرت با مقامات تیموری، ایراد وعظ و خطابه در مراکز حساس حکومتی و فرهنگی، و تألیف ده‌ها کتاب و رساله هموار کرد. با وجود این، هیچگاه در هرات از تهمت رفض و گرایش به تشیع بری نگشت. در سبزوار هم به خاطر رابطه با مقامات تیموری، سکونت در هرات، و ترک هویت شیعی مورد طعن قرار می‌گرفت. دو بار به سمت قاضی‌القضات بیهق منصوب شد ولی هر بار اوضاع بر او چندان سخت گذشت که ترجیح داد استعفا کرده به هرات برگردد. مذهب کاشفی به‌روشنی معلوم نیست ولی به احتمال قوی با استناد به نوشته‌هایش سنی حنفی بود. شک دیگر آن است که شیعه مانده ولی تقیه کرده باشد. در این اواخر فرضیهٔ دیگری توسط رسول جعفریان، استاد تاریخ دانشگاه تهران، مطرح شده که او را از «سنیان دوازده‌امامی» دانسته‌است.

### وضعیت زمانه
هرات در اواخر قرن نهم هجری عاری از احساسات شیعی نبود. اغلب طریقت‌های صوفی اهل بیت را گرامی می‌داشتند و نخستین حلقهٔ سلسله‌شان پس از پیامبر به علی بن ابی‌طالب می‌رسید. شور حسینی نیز در جامعه جاری بود. جامی و سایر مشایخ نقشبندیه از سنیان تفضیلی بودند یعنی بدون انکار مشروعیت خلفای راشدین، علی و خاندانش را بیشتر دوست می‌داشتند. سلطان حسین بایقرا و خانواده‌اش و بسیاری از مشایخ و علمای هرات نیز گرایش‌های شیعی داشتند. اما امیر علی‌شیر نوایی، وزیر متنفذ و ادب‌پرور تیموری، سخت دل در گرو تسنن داشت. جنب‌وجوش طریقت‌های صوفی–شیعی و به‌ویژه موفقیت‌های اخیر صفویان در غرب موجب نگرانی امیر از رشد فزایندهٔ تشیع شده بود. خطابه‌های شاه قاسم انوار (۸۳۷–۷۵۷ ه‍.ق)، شاعر صوفی‌مسلک، که به تبلیغ نهضت خداوندگاران اردبیل، شش دهه پیش از ظهور خاندان صفوی می‌پرداخت برای مقامات تیموری دردسرساز شده بود. سخنان انوار نه تنها بر دل درویشان و صوفیان و عامهٔ مردم نشسته بود، که شاهزادگان تیموری را نیز خوش آمده بود. کار چندان بالا گرفت که سرانجام او را در ۸۳۰ ه‍.ق از هرات تبعید کردند. اما این اقدامات برای جلوگیری از رشد تشیع کافی نبود. در اواخر قرن نهم هجری، در سرتاسر دنیای فارسی‌زبان از کاشغر، دهلی، سمرقند، و هرات تا شیراز، تبریز، و بورسه اقبال به طریقت‌های صوفی–شیعی با رویکرد براندازی حکومت، در حال افزایش بود.
اما در اواخر عهد تیموریان که کار دولت رو به ضعف رفته بود، خطر واقعی نه از جانب طریقت‌های صوفی–شیعی، که از جانب قبائل ازبک سنی واقع در استپ‌های آسیای میانه احساس می‌شد. خواندمیر، تاریخ‌نگار نامدار، در شرح حالش از امیر علی‌شیر نوایی موردی را مطرح می‌کند که به‌روشنی نشانگر نگرانی‌های فرایندهٔ مشایخ هرات از خطر قریب‌الوقوع ازبک‌هاست. او می‌نویسد که امیر علی‌شیر نوایی بالاخره در محرم ۹۰۶ ه‍.ق از سلطان حسین بایقرا اجازه گرفت که به سفر حج برود. اما جمعی از مشایخ و علما و اشراف و اعیان جامعه از جمله کاشفی خدمت امیر رسیده و از او خواستند:

سبب آرامش بلاد خراسان و موجب آسایش طوایف ایشان ذات فایضة البرکات شماست. در این وقت این دیار از وجود با جود سلطان صاحب‌قران خالی است. اگر فرّ حضور فایض النور نیز عاطل ماند، یمکن که فتنه‌هایی روی نماید که تدارک آن در حیّز امکان نیاید، خصوصاً که پادشاه اوزبک بر ماوراءالنهر استیلا یافته و داعیهٔ عبور از آمویه دارد. اکنون چون احوال عراق و شام نیز در غایت پریشانی است و طرق در نهایت ناامنی و به حسب شرع شریف در چنین وقتی حج واجب نیست، التماس این فقیران آن است که یک بار دیگر بر جان خراسانیان منت نهاده امسال از سر این سفر درگذرند و ثواب این خیر را از هفتاد حج پیاده زیاده شمرند.

نوایی «جهت مصلحت عباد» به این خواستهٔ آنان تن داد. اما آنقدر زنده نماند که حج گذارد؛ او تنها یک سال بعد درگذشت. مرگ نوایی ضربه‌ای عظیم بر پیکرهٔ حکومت تیموریان وارد آورد و از آن پس هرات به مدت یک دهه دچار ناامنی و آشوب شد. در سال ۹۰۵ ه‍.ق بداق‌خان، سلطان حسین را در بلخ شکست داده بود. دو سال بعد پسرش، شیبک‌خان ازبک بر سمرقند چیره شد و عملاً به حضور کجدار و مریز تیموریان در ماورای آمودریا خاتمه داد. از دست رفتن پایتخت پیشین تیموریان و فرار شاهزاده‌های تیموری به خراسان در دل مردم هرات ترس افکند. سلطان حسین در ۹۱۱ ه‍.ق درگذشت. شیبک‌خان در محرم ۹۱۲ ه‍.ق هرات را تصرف و پس از در هم شکستن مقاومت ناچیز دو پسر سلطان، سلطهٔ شیبانیان را بر مابقی خراسان تثبیت کرد. ازبکان که اجدادی مغول داشتند، برای مردم خراسان یادآور مصائب و ویرانی‌های ناشی از حملهٔ مغول بودند. همچنین آنان در تسنن تعصب می‌ورزیدند که تحمل این وضعیت برای نخبگان هرات که به مُدارا مَنِشی و تساهل تیموریان خو کرده بودند، دشوار می‌نمود.

## انگیزهٔ تألیف
در این برههٔ حساس بود که کاشفی در ۹۰۸ ه‍. ق، تنها دو سال پیش از مرگش، به تألیف روضة الشهدا همت گماشت. عباس امانت تقارن سیر وقایع تاریخی و موضوع کتاب کاشفی را صرفاً به پای اتفاق نمی‌گذارد، خاصه از این منظر که تنها اندکی پس از سلطهٔ ازبکان بر هرات که بر تسنن تأکید می‌ورزیدند، شهر در سال ۹۱۶ ه‍.ق به دست شاه اسماعیل صفوی فتح شد که در تشیع شدیداً متعصب بود و بسیار افراط می‌ورزید. به احتمال قوی در ۹۰۸ ه‍.ق یعنی یک سال پس از فتح تبریز به دست شاه اسماعیل و رسمی اعلام کردن تشیع دوازده‌امامی، کاشفی و مشایخ متمایل به تشیع در هرات از وقایع سرنوشت‌سازی که در غرب ایران رخ می‌داد باخبر بودند. روضة الشهدا به شاهزاده سید عبدالله میرزا تقدیم شده‌است؛ بدین معنی که او از تألیف کتاب حمایت مالی کرد. سید میرزا که خواهرزادهٔ سلطان حسین بود، دختر سلطان، مریم سلطان بَیگُم، را نیز به زنی گرفته بود لذا در امور سیاسی هرات صاحب‌نفوذ به‌شمار می‌آمد. به عقیدهٔ امانت، سید میرزا در این برهه لازم دیده بود از کاشفی برای نگارش روضة الشهدا حمایت کند تا بر اصل و نسب شیعی خویش تأکید ورزد و بدین وسیله بخت خود را برای جانشینی سلطان حسین در روزگاری که به راه انداختن نهضت‌های شیعی رایج و مورد پسند مردم بود افزایش دهد. این موضوع از مقدمهٔ کاشفی بر روضة الشهدا نیز مشهود است. کاشفی در مقدمهٔ کتابش اصل و نسب سید میرزا را هم از جانب پدر و هم از جانب مادر می‌ستاید. کاشفی نوشته‌است «با وجود علوّ نسب در سیادت . . . به سُمُوّ مرتبت در نسبت سلطنت نیز آراسته است؛ هم سیادت در نسب، هم شهریاری در حسب». کاشفی نسب پدری شاهزاده سید میرزا را به حسن بن علی، امام دوم شیعیان، و نسب مادری‌اش را به سیدان حسینی می‌رساند و در نهایت شجره‌نامهٔ تیموری مادرش را به تیمور لنگ گره می‌زند. امانت نتیجه می‌گیرد که روضة الشهدا با عنایت به جاه‌طلبی‌های سیاسی شاهزادهٔ تیموری و با هدف افزایش دادن نفوذ و بالا بردن وجههٔ او بین طرفداران تشیع نوشته شده‌است.
احوال سید میرزا، تا آنجا که معلوم است، مؤید چنین برنامهٔ سیاسی‌ای تنها در اواخر عهد تیموریان است. در کشاکش عداوت‌ها و رقابت‌های خانمان‌سوز اواخر سلطنت سلطان حسین بایقرا و نیز بلافاصله پس از مرگ او که نهایتاً منجر به فروپاشی تیموریان شد، سید میرزا می‌کوشید اصل و نسب شیعی خویش را برجسته کند تا حمایت قشرهای مردمیِ هرات را به دست آورد. او در سال ۹۰۶ ه‍.ق در دفاع از هرات با بدیع‌الزمان میرزا، پسر ارشد سلطان که علیه پدر شوریده بود، جنگید اما شکست خورد و به جانب اردوی سلطان گریخت. با مرگ سلطان به سال ۹۱۱ ه‍.ق آرزوی دست‌یابی به قدرت دوباره در او بیدار شد. گرچه زنان دربار من جمله همسرش، او را تحت فشار گذاشتند تا با بدیع‌الزمان میرزا بیعت کند، اما ظاهراً او نسبت به حکومت زودگذر بدیع‌الزمان اعلام وفاداری نکرد. با این وجود، سید میرزا در آخرین روزهای عمر حکومت تیموریان، تغییر عقیده داد. او از مقابل سپاهیان ازبک در هرات گریخت و به سپاه بدیع‌الزمان در مشهد پیوست اما این مقاومت با شکست تام مواجه شد. با این وجود، سید میرزا طی تلاش مذبوحانهٔ دیگری، این بار در سبزوار و به امید حمایت شیعیان این شهر از او به مقاومت علیه ازبکان برخاست که این تلاش نیز ناکام ماند و او در همان‌جا به سال ۹۱۳ ه‍.ق کشته شد.
اما به نوشتهٔ رسول جعفریان، شواهدی هست که نشان می‌دهد مجالس سوگواری در آن اعصار نه تنها در سبزوار، زادگاه کاشفی و از پایگاه‌های مهم شیعیان، بلکه در هرات، پایتخت تیموریان، نیز برگزار می‌شده‌است. کاشفی به درخواست سید میرزا، از اعیان و سادات بزرگ هرات، مأمور تهیهٔ متنی برای این مجالس شد. او کتاب‌های قدما در این باره را از جهت «جامعیت فضایل سبطین و تفاصیل احوال ایشان خالی» می‌داند و به نگارش «نسخه‌ای جامع که حالات اهل بلا، از انبیا و اصفیا و شهدا و سایر ارباب ابتلا و احوال آل عبا بر سبیل توضیح و تفصیل در وی مسطور و مذکور بُود» همت می‌گمارد. کاشفی چندین بار در مقدمهٔ کتاب متذکر می‌شود که از نقل اشعار عربی خودداری کرده چون بر شنوندهٔ فارسی‌زبان اثر نمی‌کنند که حاکی از آن است که روضة الشهدا از همان ابتدا به قصد خوانده‌شدن در مجالس سوگواری نگاشته شده‌است.

## تألیف
روضه یعنی باغ، چمنزار، یا مرغزار. مراد کاشفی از روضه همان ارض کربلا است که به واسطهٔ خون شهدا آبیاری شده‌است. کاشفی روضه را در معنای قبر نیز به کار برده‌است.
کتاب در ۱۰ باب و به منظور بیان چگونگی وقوع واقعهٔ کربلا نوشته شده‌است:
1. در ابتلای بعضی از انبیا: این فصل تنها برای تبیین عقاید نویسنده دربارهٔ مسئلهٔ بلا و ابتلا نوشته شده‌است و مؤلف پس از شرح زندگانی هر یک از پیامبران، گریزی به واقعهٔ کربلا می‌زند.
2. در جفای قریش با حضرت رسالت و شهادت حمزه و جعفر طیار
3. در وفات حضرت سیدالمرسلین
4. در حالات حضرت فاطمهٔ زهرا از وقت ولادت تا زمان وفات
5. در اخبار علی مرتضی از زمان ولایت تا شهادت
6. در فضائل امام حسن و برخی از احوال وی از ولادت تا شهادت
7. در مناقب امام حسین و ولادت وی و احوال آن سرور بعد از وفات برادر
8. در شهادت مسلم بن عقیل و قتل برخی از فرزندان او
9. در رسیدن امام حسین به کربلا و محاربهٔ وی با اعدا و شهادت آن حضرت با اولاد و اقربا و سایر شهدا
10. در وقایعی که بعد از حرب کربلا مر اهل بیت را واقع افتاد و عقوبت مخالفان که مباشر آن حرب شدند

خاتمه‌ای نیز «در ذکر اولاد سبطین و سلسلهٔ نسب بعضی از ایشان» آمده‌است که به اجمال به زندگی سایر امامان می‌پردازد.
روضة الشهدا را به‌کرات اولین مقتل به زبان فارسی خوانده‌اند اما رسول جعفریان برخلاف دیگر صاحب‌نظران، آن را نخستین مقتل فارسی نمی‌داند و معتقد است خود کاشفی برای نگارش روضة الشهدا در کنار منابع عربی از منابع فارسی چون مصابیح القلوب مولی حسن شیعی سبزواری، مقتل الشهداء ابوالمفاخر رازی، و نور الائمه نیز بهره برده‌است. جعفریان از کتابی با عنوان مقتل الشهدا اثر نویسنده‌ای با تخلص عاصی نام می‌برد که به زبان فارسی و به سال ۸۸۷ ه‍.ق تألیف شده‌است که مقدم بر روضة الشهدا (۹۰۸ ه‍.ق) می‌باشد.

## سبک و استقبال
بعد از آن حماد بن انس به میدان درآمده، اسب می‌تاخت و لوای نصرت برمی‌افروخت و به تیغ مبارزت سر دشمنان از تن جدا می‌ساخت و آن را به چوگان نصرت، چون گوی می‌باخت و بنای صبر و قرار از دل اشرار برمی‌انداخت. عاقبت خدنگ اجل، دیدهٔ املش بر بست و با دلی شادان و جانی به محبت آبادان، به شهیدان راه حق پیوست.

—نمونهٔ نثر روضة الشهدا
سبک و شیوهٔ نگارش روضة الشهدا از جانب هم متقدمان و هم متأخران تحسین شده‌است.
رسول جعفریان علت «جاودانگی» و «تأثیر شگرف» روضة الشهدا را، جدای از اهمیت موضوع کتاب، نثر شیوا و گیرای آن دانسته‌است. او که کاشفی را از برجسته‌ترین نثرنویسان نیمهٔ دوم قرن دهم هجری می‌خواند، معتقد است اگر روضة الشهدا چنین نثری نمی‌داشت و مطالبش با این درجه از فصاحت و بلاغت بیان نمی‌شد، به این درجه از موفقیت نمی‌رسید. سبک مؤلف برای روایت واقعهٔ کربلا سبک قصه‌ای–تاریخی است و «در قالب نقل‌های تاریخی محدود نمی‌ماند، گرچه هدفش نقل تاریخ است». کاشفی وقایع را به صورت داستانی تعریف می‌کند که برای تودهٔ مردم بسیار مناسب و جذاب است. او حتی چهره‌های اشخاص و جزئیات صحنه‌های نبرد را توصیف می‌کند و برای تصویرپردازی ماجرا از مفاهیم حماسی بهره می‌گیرد. نویسنده در تألیف روضة الشهدا از مفاهیم شهید و شهادت به‌کرات استفاده کرده‌است. به گفتهٔ جعفریان، با آنکه کاشفی از واقعهٔ کربلا برداشت سیاسی ندارد، به‌طور ناخواسته مفهوم شهادت را ترویج و ادب فارسی را از آن مشحون کرده‌است.
کاشفی در روضة الشهدا نثر را با نظم در هم آمیخته و در قید و بند حدود متعارف یک ژانر ادبی نمانده‌است. او نمادها و تصویرپردازی‌های رایج قالب شعری غزل را وارد اثر خود کرده‌است. غزل معمولاً از زبان یک عاشق درمانده بیان می‌شود که بهره‌اش از زندگی، انبوهی از غم و رنج بوده لذا برای بیان مضامین شور و هیجان، تأسف، و عشق بسیار کاربردی است. غزل خاصه بخاطر صنعت ایهام که بسیار مورد پسند فارسی‌زبانان است، در ادبیات مذهبی هم کاربرد پیدا کرده‌است. کاشفی نیز در زمرهٔ وقایع‌نگارانی است که از استعاره‌ها و تصاویر غزل در آثارشان استفاده کرده‌اند. ابیات زیر از زبان فاطمه صغری، دختر حسین بن علی، است که پیش از عزیمت قاسم بن حسن به میدان نبرد به عقد او درآمد: [این ازدواج حقیقت تاریخی ندارد]
| بازم ز دیده، ای گل خندان، چه می‌روی؟ |  | چاکم چو گل، فکنده به دامان، چه می‌روی؟ |
| سروی و جای سرو بجز جویبار نیست      |  | از جویبارِ دیدهٔ گریان چه می‌روی؟        |

برای معشوق (قاسم) از استعاره‌های گل و سرو استفاده شده‌است؛ او همچون گل خندان است و همچون سرو می‌خرامد. کاشفی در تشبیهی بدیع، قاسم را به درختی سرو در روضهٔ (=باغ) شهدا مانند کرده‌است.
محمد تقی بهار در سبک‌شناسی، سبک روضة الشهدا را تقلیدی از گلستان سعدی و مُلمّع به نظم و نثر فاخر می‌داند نثر روضة الشهدا آکنده از آرایه‌های ادبی از قبیل تشبیه، کنایه، استعاره، سجع، انواع جناس، قلب، تضاد، مراعات نظیر و . . . است به گونه‌ای که کمتر جمله‌ای در متن را می‌توان یافت که صنایع ادبی، خواه معنوی خواه لفظی، در آن به کار نرفته باشد. از آیات و احادیث و روایات فراوانی نیز در کتاب استفاده شده که نویسنده گاه آن‌ها را «با هنرمندی» در میانهٔ جملهٔ فارسی جای داده‌است.

ناگاه نظرش بر شخصی افتاد که جامه‌های سفید پاک پوشیده بود و بسیار نماز می‌گزارد و در نماز رعایت مراسم خضوع و خشوع به جای می‌آورد. با خود گفت که شیعه جامهٔ سفید می‌پوشند و در نماز اکثار می‌کنند. غالب آن است که این شخص از آن طایفه باشد.

—نمونهٔ تک‌گویی درونی
اما ویژگی‌های ادبی کتاب تنها به ساخت‌های زبانی و عناصر زیباساز متن محدود نمی‌ماند بلکه عناصر داستان از قبیل صحنه‌پردازی، گفتگو، و توصیف نیز در آن به‌کرات به چشم می‌خورد که به وجههٔ تاریخی اثر افزوده‌است. کاشفی جزئیات صحنه‌ها را به گونه‌ای گزارش می‌کند که خواننده خود به ماجرا می‌نگرد و احوال شخصیت‌ها را به طرزی ملموس احساس می‌کند. صحنه‌پردازی نویسنده باعث شده روضة الشهدا زبانی تصویری داشته باشد و تاریخ را همچون نمایشی جلو چشم خواننده بازآفریند. گفتگوی شخصیت‌ها با یکدیگر در متن کتاب به خواننده کمک می‌کند تا بی‌واسطه در جهان داستان حاضر شود و حال شخصیت‌ها را از زبان خودشان بشنود و از یکنواختی متن و تک‌گویی نویسنده خسته نشود. حتی تک‌گویی‌های درونی نیز در روضة الشهدا دیده می‌شود یعنی گفتگو به جای آنکه بین چند نفر صورت پذیرد، در ذهن شخص واحدی تحقق می‌یابد. توصیف مکان‌ها و ویژگی‌های ظاهری و حالات روحی و روانی شخصیت‌ها به جهان داستان بُعد و فضا می‌بخشد و خواننده به کمک آن‌ها می‌پندارد که مشغول سیر و سیاحت در جهانی زنده و پویا است، نه جهانی متشکل از کلمات بی‌جان. بارزترین توصیف‌ها در روضة الشهدا به صحنه‌های نبرد بازمی‌گردد که کاشفی با توصیف میدان جنگ، ادوات جنگی، و کنش و رفتار جنگجویان، این صحنه‌ها را برای خواننده ملموس ساخته‌است.
مرتضی مطهری دلیل استقبال فوق‌العادهٔ اهل منبر از این کتاب را چنین ذکر می‌کند «مرثیه‌خوان‌ها که اغلب بی‌سواد بودند و به کتاب‌های عربی مراجعه نمی‌کردند همین کتاب را می‌گرفته و در مجالس از رو می‌خواندند.» اما ابوالحسن شعرانی، مصحح روضة الشهدا، علت روخوانی از روضة الشهدا توسط مرثیه‌خوان‌ها را نثر ادبی آن ذکر کرده، چون آنان می‌دانستند که «بهتر از آن نمی‌توانند تقریر کنند».
از روضة الشهدا در دنیای فارسی‌زبان استقبال گسترده‌ای شده و خوانندگان فراوانی داشته‌است. احمد منزوی در فهرست نسخه‌های خطی فارسی ۶۹ نسخه از این کتاب را شناسایی کرده که قدیمی‌ترینشان به ۹۳۹ ه‍.ق بر می‌گردد و ۲۵ تای آن‌ها در کتابخانه‌های ایران نگهداری می‌شوند. خانبابا مشار در فهرست نسخه‌های چاپی فارسی ۱۲ نسخهٔ سنگی از روضة الشهدا در قرن نوزدهم میلادی برشمرده است که اکثرشان در هند به طبع رسیده‌اند و قدیمی‌ترینشان به چاپ ۱۸۶۸ م در بمبئی بازمی‌گردد.

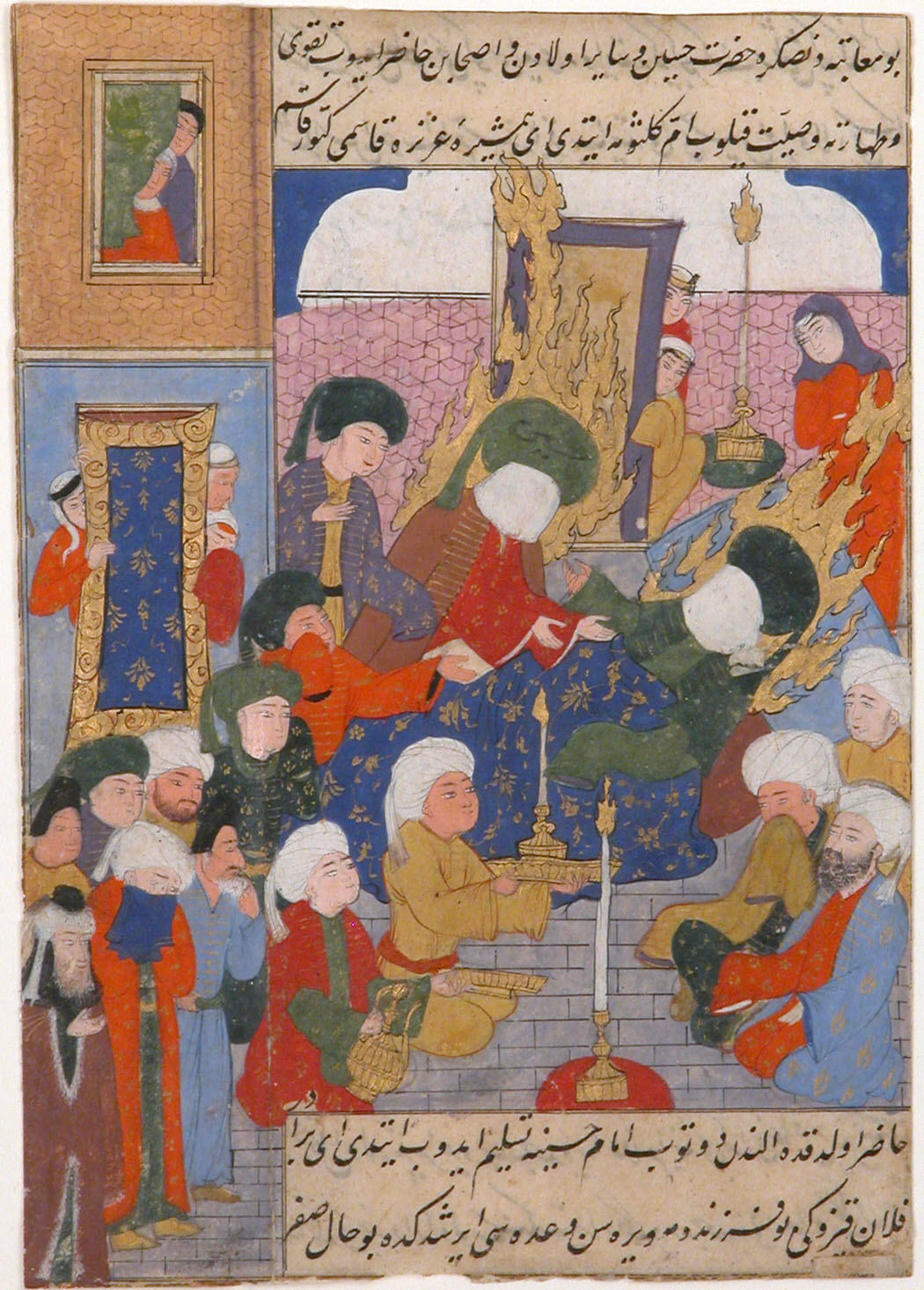
برگی از حدیقة السعدا، ترجمهٔ ترکی روضةالشهدا به ترکی توسط محمد فضولی

حسین ندایی یزدی نیشابوری در سال ۹۲۸ ه‍.ق یعنی حدوداً ۲۰ سال پس از تألیف روضة الشهدا، آن را در ۲۰۰۰ بیت به نظم درآورد. روضة الشهدا چندین بار با نام‌های مختلف به ترکی برگردانده شده‌است: سعادت‌نامه توسط حاجی حسن زید مؤدین در اواسط قرن دهم هجری، حدیقة السُعَداء توسط محمد فضولی همراه با افزودگی‌ها و اصلاحات که این ترجمه مورد تمجید گویشوران آن زبان نیز قرار گرفته‌است، و شهدانامه به نظم. علی عسکر خویی مشهدی آن را در سال ۱۲۴۲ ه‍.ق به ترکی آذربایجانی ترجمه کرد. شاعری با تخلص «صابر» یا «صیقلی» در سال ۱۲۱۱ ه‍.ق ترجمه‌ای از آن به ترکی آسیای‌میانه ارائه کرد که به سال ۱۹۰۵ م در قازان چاپ شد. در سال ۱۱۳۰ ه‍.ق به زبان دکنی ترجمه شد. سید میر ولی خان مونس آن را با نام ریاض الطاهرین در ۱۱۹۰ ه‍.ق به اردو ترجمه کرد. حیدر بخش حیدری گلشن شهیدان و گل مغفرت را در ترجمهٔ روضة الشهدا نوشت که دومی در ۱۲۲۷ ه‍.ق در کلکته به چاپ رسید. ترجمهٔ دیگری به اردو از آن با نام گنج شهیدان چاپ شده‌است. عبدالله زیور (متوفی ۱۳۶۹ ه‍.ق) آن را تحت عنوان داستان سوزناک کربلا به کردی منظوم درآورد.
این اثر در ۱۲۸۷ و ۱۳۳۱ ه‍.ق در لاهور، در ۱۳۰۱ ه‍.ق در بمبئی، در ۱۸۷۳ م در لکهنو، در ۱۸۹۱ م در کانپور، و در ۱۳۳۳ و ۱۳۳۴ ه‍.ش در تهران چاپ شده‌است. روضة الشهدا را محمد رمضانی در ۱۳۴۱ ه‍. ش، ابوالحسن شعرانی در ۱۳۴۹ ه‍. ش، محمودرضا افتخارزاده در ۱۳۸۴ ه‍. ش، حسن ذوالفقاری و علی تسنیمی در ۱۳۹۰ ه‍. ش، و علی یزدی در ۱۳۹۴ ه‍. ش تصحیح کرده‌اند.

## اعتبار علمی
کاشفی در نگارش روضة الشهدا در بیشتر مواقع و به‌ویژه در موارد حساس، منابع مورد استفاده‌اش را ذکر نکرده‌است ولی همان‌هایی را هم که ذکر کرده از نظر اعتبار و شهرت قابل تأمل‌اند. او بیشترین استفاده را از منابع نامعتبر و نامشهور کرده‌است. میرزا عبدالله اصفهانی افندی، صاحب ریاض العلماء و کتاب‌شناس بلندپایهٔ شیعی، می‌نویسد که این کتاب حاوی برخی روایات از کتب شیعه چون عیون اخبار الرضا از صدوق، ارشاد از مفید، اعلام الوری از طبرسی، و الآل ابن خالویه است ولی اکثر روایات، بل همگی، از کتب نامشهور و نامعتبر اخذ شده‌است. رسول جعفریان در مقاله‌ای تحت عنوان «ملا حسین واعظ کاشفی و کتاب روضة الشهداء» ۴۴ منبع مورد استفادهٔ کاشفی برای تألیف کتاب را شناسایی کرده و نام برده‌است.
برخی از داستان‌های روضة الشهدا مثلاً قصهٔ شهادت هاشم بن عتبه در کربلا، دروغ و در نتیجه کتاب از نظر علمی بی‌اعتبار است. هاشم بن عتبه سال‌ها پیش در جنگ صفین درگذشته بود. این مثال نشانگر آن است که کاشفی یا از منابع نامعتبر استفاده کرده یا به مدد تخیلات شخصی‌اش داستان‌پردازی کرده‌است. نباید به روضه الشهدا به منزلهٔ یک کتاب تاریخی نگریست، زیرا در اصل یک اثر ادبی یا «رمان تاریخی» است. به هنگام نگارش یک رمان تاریخی، نویسنده شخصیت‌های واقعی و اقوال تاریخی را با خودساخته‌هایش در هم می‌آمیزد تا متنی خواندنی و دلکش را عرضه کند. ابومسلم‌نامه‌ها و حمزه‌نامه‌ها از جملهٔ این آثار در ادب فارسی آن دوران بوده‌اند. کاشفی نیز تحت تأثیر همین آثار به تألیف روضة الشهدا برای استفاده در مجالس سوگواری دست زد.
مرتضی مطهری در حماسهٔ حسینی به‌تندی از روضة الشهدا و شخص کاشفی انتقاد کرده، کتاب را «کتاب دروغ» و نویسنده را در عین اذعان به باسوادی به سبب معلوم نبودن مذهبش «بوقلمون صفت» خوانده‌است. مطهری دلیل عدم اعتبار کتاب را ذکر نام‌هایی در میان اصحاب حسین بن علی و لشکر دشمن عنوان می‌کند که اصلاً وجود خارجی نداشته‌اند. به عقیدهٔ او وقایع تاریخی نیز به شکل داستان و افسانه پرورانده شده‌اند و به نقل از حاجی نوری، ابداع داستان زعفر جنّی و عروسی قاسم را برای اولین بار به کاشفی نسبت می‌دهد. به گفتهٔ او «از وقتی که این کتاب در دست و بال‌ها افتاد، دیگر کسی تاریخ واقعی امام حسین را مطالعه نکرد».
اما ابوالحسن شعرانی دید متفاوتی به قضایا دارد. به گفتهٔ او بسیاری از منابع مورد استفادهٔ کاشفی امروزه موجود نیستند و مابقی شاید معتبر فرض نشوند ولی «حاشا که چنین مردی سخن بی‌دلیل آورد». به گفتهٔ او مجلس وعظ محل یادگرفتن تاریخ نیست، بلکه محل پندآموزی است. رسم وعاظ چنین است که سخنانی بگویند که بیشتر در دل مردم اثر کند و در ذهنشان نشیند و هر نقل یا روایتی را که مفید این معنی باشد، ولو سلسلهٔ راویان آن ضعیف باشد، ممنوع نمی‌شمارند. به عقیدهٔ او چه بسیار وقایع تاریخی که در کتب معتبر آمده ولی عبرت‌آموز نیستند و چه بسا افسانه‌هایی از زبان حیوانات که پندآموزند. او از این لحاظ روضة الشهدا را در بیان مقصود واعظ، که همانا وعظ است و نه درس تاریخ، موفق می‌داند.

## تأثیر و تأثر

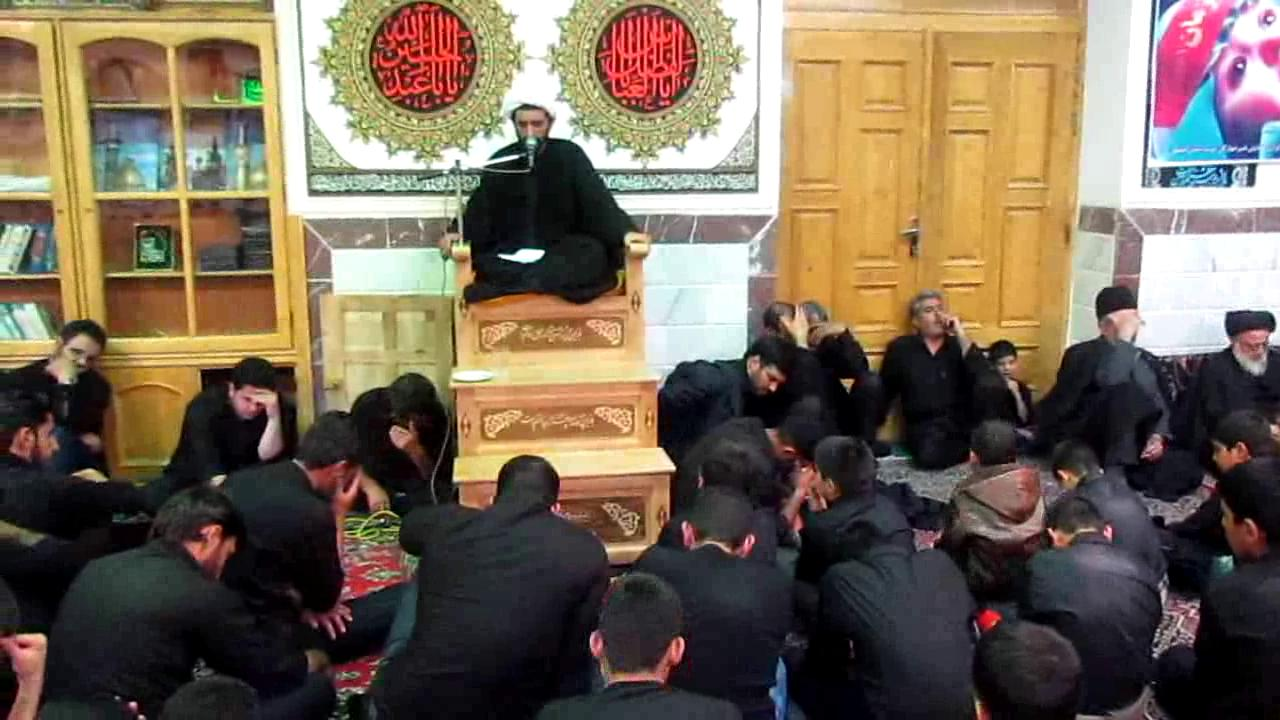
اصطلاحات «روضه» و «روضه‌خوانی» از نام کتاب روضة الشهدا اخذ شده‌اند. مجالس و آیین‌های سوگواری شهدای کربلا از قبیل روضه‌خوانی، نوحه‌خوانی، پرده‌خوانی، تعزیه‌خوانی و... همگی وامدار کتاب روضة الشهدا هستند.

تنها اندکی پس از تألیف روضة الشهدا، صفویان نهضت خود را برای رسمیت بخشیدن به تشیع در ایران آغاز کردند و تنها طی صد سال، تشیع به نیروی محوری مذهبی ایرانیان مبدل شد. شیعیان و دیگر ایرانیانی که تازه به مذهب شیعه گرویده بودند در ایام عزاداری و روزهای جمعه در مجلسی گرد هم می‌آمدند و کسی که صدایی خوش داشت، کتاب روضة الشهدا را به دست گرفته و می‌خواند و دیگران می‌گریستند. چنین مجالسی به «روضه‌خوانی» یعنی انجمن‌هایی که در آن روضة الشهدا خوانده می‌شد معروف گردید.
رسول جعفریان ذیل عنوان «پیدایش تسنن دوازده‌امامی» در کتاب تاریخ تشیع در ایران روند شیعی شدن مردم ایران در قرن نهم هجری قمری را تبیین می‌کند. او از بروز اعتدال در تسنن و رشد تدریجی تشیع از قرن هفتم هجری به بعد سخن می‌گوید و علمای برجسته‌ای از اهل سنت را معرفی می‌کند که به امامان دوازده‌گانهٔ شیعه علاقه و ارادت تام نشان داده‌اند. سپس تألیف روضة الشهدا به دست کاشفی سنی را نشانه‌ای از «جایگاه بلند» سنت عزاداری برای حسین بن علی در ادب فارسی و نیز تداول کامل این سنت در میان «سنی‌شیعه‌های ایران» می‌داند. به نوشتهٔ رسول جعفریان، در زمان تیموریان همه‌ساله در سالگرد روز عاشورا در ماوراءالنهر مراسمی در سوگ حسین بن علی برگزار می‌شد و هدف کاشفی از نوشتن روضة الشهدا تهیهٔ متنی برای این سوگواری‌ها بوده‌است. به عقیدهٔ جعفریان روضة الشهدا «نقش مهمی را در روند شیعی شدن مردمان این نواحی و اندکی بعد تمامی ایران ایفا کرد». کامل مصطفی الشیبی، استاد فلسفهٔ دانشگاه بغداد، نیز با اشاره به الغای مجالس ذکر صوفیانه و جانشین شدن گریه بر حسین، از وسعت آمادگی مردم برای پذیرش تشیع در قرن نهم قمری سخن می‌گوید و روضة الشهدا را از جمله عوامل موفقیت جنبش شاه اسماعیل صفوی در آن دوران می‌داند.
تألیف روضة الشهدا در آستانهٔ قدرت گرفتن تشیع در ایران را نمی‌توان صرفاً به پای اتفاق و تصادف گذاشت. روضة الشهدا با علم کردن آیین شهادت که محوری‌ترین اندیشهٔ تشیع دوازده‌امامی محسوب می‌شود نقشی دوگانه را ایفا کرد؛ از یک سو اندیشهٔ تشیع را ایرانی کرد و از سوی دیگر، زمینه را برای شیعه کردن ایران صفوی و پساصفوی مهیا کرد. کاشفی هوشیارانه این نقش دوگانه را که توسط شاه اسماعیل صفوی در دست اجرا بود، پیش‌بینی و در اثرش منعکس کرد. نویسندگان مرثیه‌های شیعی فارسی برای نسل‌های متمادی از روضة الشهدا تأثیر پذیرفتند. سبک واعظ‌پسند روضة الشهدا، تصویرپردازی‌های دراماتیک از رویدادهای تراژیک و درهم‌آمیزی نظم و نثر در آن، لحن صمیمی و احساسی‌اش در بیان ارزش‌های والای اخلاقی، و نقش آن در ایفای روان‌پالایی دسته‌جمعی نهایتاً منجر به خلق ژانری جدید در ادبیات مذهبی فارسی شد که به شکل‌گیری هویت و روح تشیع ایرانی کمک شایانی کرد.

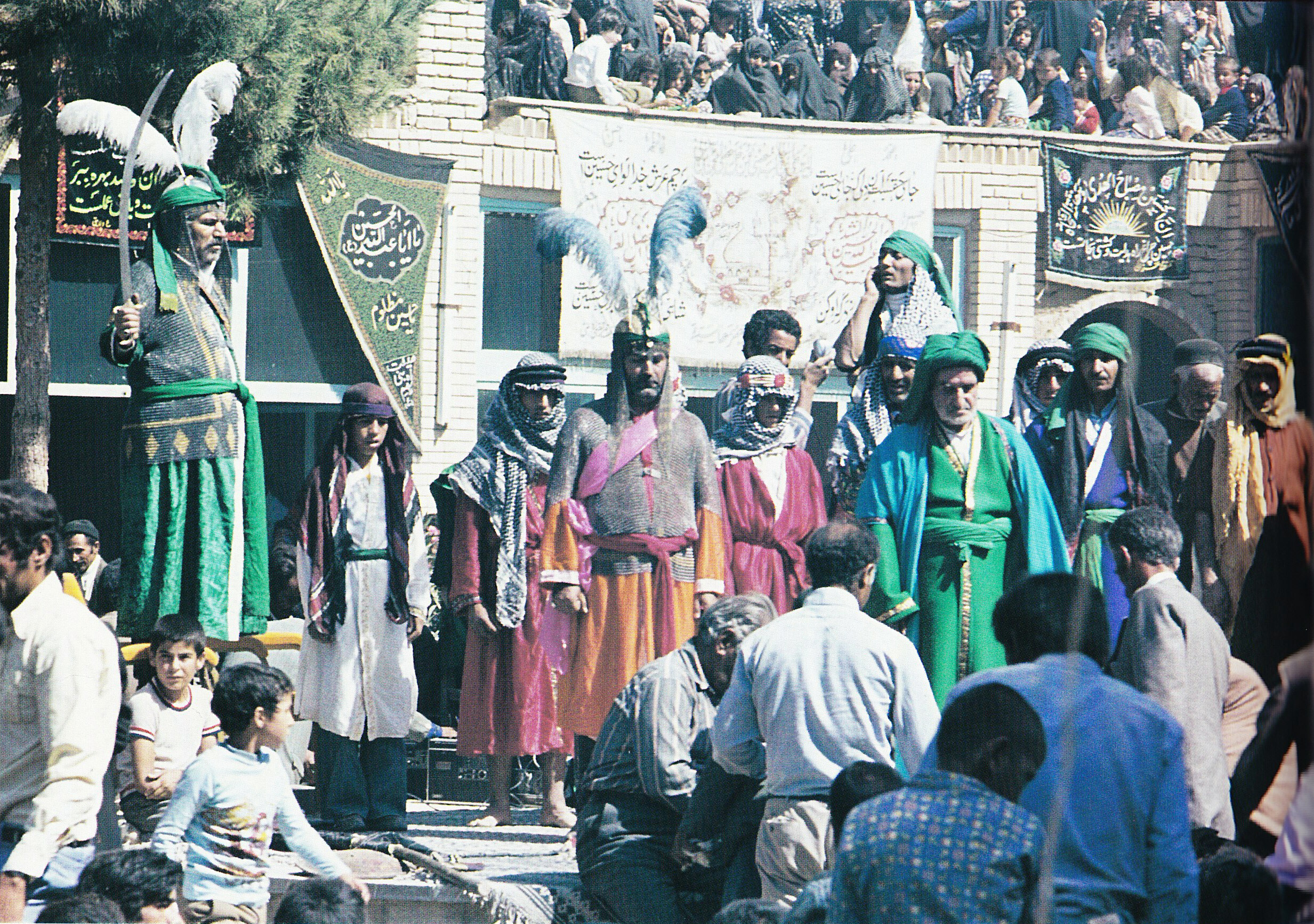
روضة الشهدا نقشی محوری در شکل‌دهی به تعزیه، هنر نمایشی بومی و پیشرو در ایران، ایفا کرد.

سید اکبر حیدر، استاد مطالعات آسیا و اسلام در دانشگاه تگزاس در آستین، روضة الشهدا را تأثیرگذارترین کتاب در شکل‌گیری برداشت عامهٔ مردم جنوب آسیا از واقعهٔ کربلا می‌داند. به گفتهٔ او ظن سنی بودن کاشفی هیچ‌گاه از اهمیت کتاب در جهان تشیع نکاست و وفاداری راویان متأخر به روایت‌های کاشفی انکارنشدنی است. عباس امانت در میان آثار متعدد شیعی دربارهٔ واقعهٔ کربلا، کمتر اثری را به اندازهٔ روضة الشهدا تأثیرگذار می‌داند. گذشته از نقش آن در روضه‌خوانی، روضة الشهدا در گسترش تعزیه، هنر بومی و پیشرو نمایشی در ایران، نیز بسیار مؤثر واقع شد. این نقش از آنجا حائز اهمیت است که فرهنگ عامهٔ تشیع در ایران، شبه‌قارهٔ هند، جنوب لبنان و سایر مکان‌ها به کمک تعزیه و روضه‌خوانی شکل گرفته‌است. پیتر چلکوفسکی، استاد مطالعات خاورمیانه و اسلام در دانشگاه نیویورک که روی آیین تعزیه و نمایش در ایران پژوهش‌های گسترده‌ای کرده‌است، در همین رابطه می‌نویسد ۵۰۰ سال است که روضة الشهدا منبع مراسم، نمایش‌ها، و خطابه‌های روزافزون در ایران و نیز منبع تغذیهٔ شاعران و نویسندگان و داستان‌سرایان متعدد بوده‌است. کسانی که تحت تأثیر کتاب قرار گرفته‌اند، خود با آن آشنایی ندارند ولی هیچ کتاب دیگری تا این حد تأثیر غیرمستقیم بر توده‌های مردم ایران نگذاشته‌است. آشنایی غیرمستقیم ایرانیان، خاصه روستائیان، کارگران، و طبقات محروم و فقیر شهری بیشتر از طریق روضه‌خوانی، تعزیه‌خوانی، پرده‌خوانی و سایر مراسم سوگواری شهدای کربلا بوده‌است. به گفتهٔ چلکوفسکی حتی انقلاب اسلامی ایران به سال ۱۳۵۷ نیز از آن نیرو گرفت چون روح‌الله خمینی گفته بود «اگر محرم نبود، ما پیروز نمی‌شدیم». چلکوفسکی روضة الشهدا را سرآمد ادبیات شیعه در ایران می‌داند که تراژدی کربلا را آنگونه حفظ کرده که جوامع شیعه با استفاده از آن خود را با اصول و ارزش‌های حسین بن علی بسنجند. روضة الشهدا به شیعیان این امکان را داده‌است که در گذشته و حال علیه بی‌عدالتی و زور و ستم بجنگند.
به گفتهٔ ابوالحسن شعرانی «گرچه بنای تألیفات ملا حسین کاشفی بر روش اهل سنت است اما هیچ شیعه‌ای هم ابتکاری مانند روضة الشهدا نکرده‌است . . . اگر مذهب تشیع داشت در بیان موضوع، دادِ سخن داده‌است و اگر به مذهب اهل سنت بود سَبَق از شیعیان ربوده‌است و روش آنان را به آن‌ها آموخته‌است».

## نقد
روایت صوفیانهٔ کاشفی از واقعهٔ کربلا در روضة الشهدا عاری از ابعاد مادی قضیه و یکسره معنوی است. در نگرش صوفیانهٔ کاشفی هر حادثه‌ای رخ می‌دهد تا سرانجام تأثیر معنوی خود را بر جای بگذارد. صوفی دنیا را بر خود سخت می‌گیرد تا اجر معنوی بیابد و به دنبال بلا و محنت است تا نزد خدا عزیزتر شود. به نوشتهٔ رسول جعفریان به همین دلیل است که کاشفی تا پایان کتاب هیچ اشاره‌ای به «ماهیت قیام کربلا به‌ویژه اهداف سیاسی این نهضت» یعنی «قیام علیه ظلم و اقامهٔ امر به معروف و نهی از منکر» نمی‌کند. از نظر کاشفی تا جایی که به «شهدای کربلا» مربوط می‌شود آنان از دنیای فانی به دیار باقی یعنی جایگاهی بهتر رفته‌اند و تا جایی که به سوگواران مربوط می‌شود بهترین چیز «گریهٔ نجات‌بخش» است.
| دیده کز بهر شهید کربلا شد اشک‌بار     |  | یابد از نور سعادت روشنی روزِ شمار   |
| از عقیق تشنهٔ شاه شهیدان یاد کن       |  | گوهر اشکی ز بهر دیدهٔ خونین بیار    |
| هر که او امروز گریان است از بهر حسین |  | با لب خندان بود فردا به صدر اقتدار |

عنصر ترحم در روضة الشهدا، به شیوهٔ تراژدی‌های ناب عمدتاً به شخصیت زن داستان، فاطمهٔ زهرا نسبت داده شده‌است. هرچقدر که محمد و علی در برابر ارادهٔ الهی تسلیم و در برابر مصائب شکیبا هستند، فاطمه مظهر شفقت مادرانه است. در صحنه‌ای از کتاب در باب اول، در روز محشر فاطمه در حال گذر است، در حالی که دراعهٔ زهرآلود حسن را بر دوش راست، پیراهن خونین حسین را بر دوش چپ، و عمامهٔ خونین علی را در دست دارد. فاطمه روی به عرش می‌آورد و چنان به درد می‌خروشد که ملائکه به گریه در آیند و می‌گوید: «الهی، دادِ من بده و به فریاد من برس». محمد از منبر فرود آمده و ضمن دلداری فاطمه می‌گوید: «امروز روز فریاد رسیدن است، نه فریاد برکشیدن، و روز نواختن است، نه گداختن. من مظلومان را شفاعت می‌کنم و تو ظالمان را شفاعت می‌کنی». فاطمه همچنان بی‌تابی می‌کند. محمد به فاطمه می‌گوید که پیراهن خون‌آلود حسین را برداشته و بگوید: «خدایا به حق خون به ناحق ریختهٔ حسین، هر که فرزندان مرا دوست داشته و در مصیبت ایشان گریسته، گناه او را به من ببخش». محمد ادامه می‌دهد: «هزار هزار درویش مفلس و عاصی بی‌کس دل‌ها بر ما بسته‌اند تو با دل خسته ناله کن تا من با دندان شکسته شفاعت کنم تا بُوَد که ارحم‌الراحمین بر بیچارگان و گناهکاران امت من رحمت کند». این صحنه بیانگر آن است که کاشفی حسین را همچون محمد در روز محشر وسیلهٔ شفاعت می‌بیند.
کاشفی زندگی امامان را مملو از درد و الم توصیف کرده‌است. او با ذکر معجزات، الهامات، رؤیاها، و پیش‌بینی‌ها به بُعد دراماتیک سرنوشت حسین بن علی افزوده و بدین طریق خواننده را از اسرار جانفشانی مقدر او مطلع و متأثر کرده‌است. در روضة الشهدا نیز همچون سایر تراژدی‌ها، سرنوشت محض بر حزم، خرد، و واقعیت چیره می‌شود. البته عباس امانت اذعان می‌کند که این عناصر در کتاب غایب نیستند ولی در نهایت سرنوشت بر آن‌ها به‌سادگی غلبه می‌کند. کشمکش بین «افسانهٔ شهادت» و «واقعیت تاریخی» در شرح کاشفی از زندگانی حسین و وقایع منتهی به کربلا آشکار است. حسینِ روضة الشهدا از عاقبت خود و پیروزی دشمنان دنیوی‌اش کاملاً آگاه است. او با وجود پیشنهاد وسوسه‌برانگیز صلح و برخلاف عقل سلیم در برابر تقدیر تسلیم می‌شود. اما کاشفی او را در هیئت یک انسان به تصویر کشیده‌است که همچون سایر آدمیان از شهوتِ قدرت خالی نیست، گهگاه دچار تردید و دلهره می‌شود، و در نهایت نمی‌تواند جان خانواده و یارانش را نجات دهد. البته که نویسنده کوشیده اغلب با توسل به عصمت روی این جنبه‌های زندگی او سرپوش بگذارد ولی هدف کاشفی از نفس اشاره به جنبه‌های انسانی، اثبات ناکارایی ارادهٔ انسانی در برابر سرنوشت مقدر الهی است. شهادت حسین در کربلا سرنوشتی مقدر است که نه خودش، نه پدر و مادرش، نه پیامبر، و نه حتی ملائکه آسمانی کنترلی بر آن ندارند؛ مثلاً طرفداران حسین در مسیر کوفه بارها او را از خطرات راه می‌آگاهند اما پاسخ او تنها یک چیز است: «دفع تقدیر به تدبیر نشاید کردن».

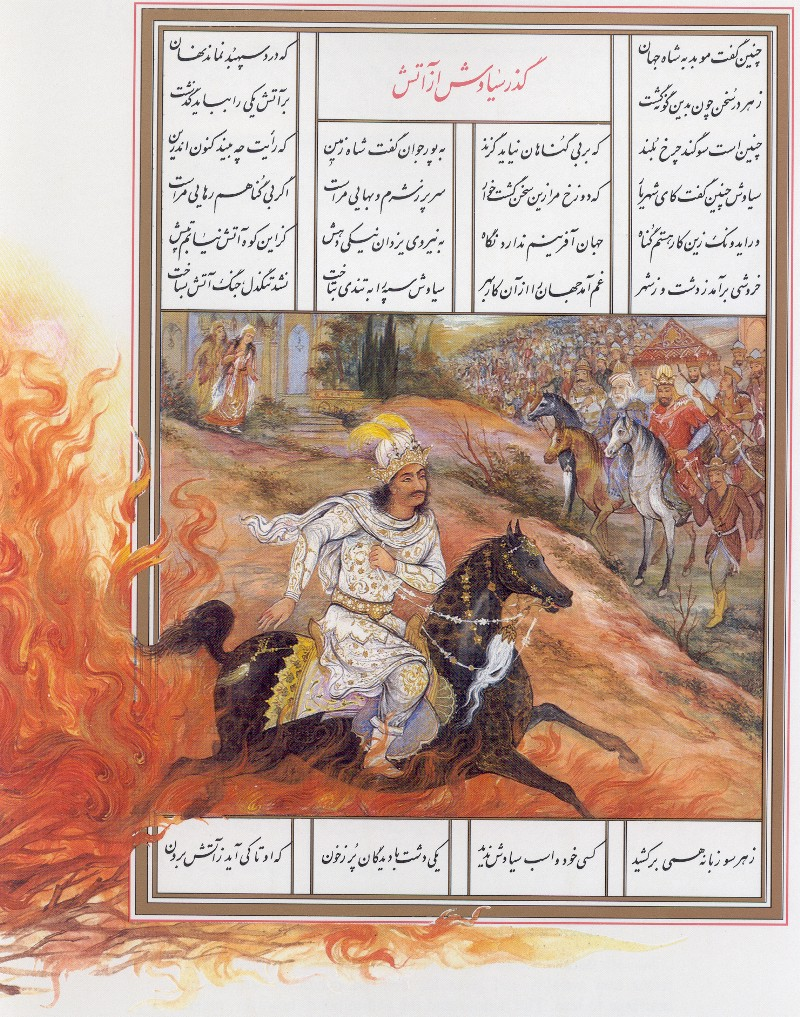
گذر سیاووش از آتش، به عقیدهٔ عباس امانت ته‌رنگ زُروانی در این داستان و نیز روایت کاشفی از واقعهٔ کربلا مشهود است و این دو پیوندی مشترک متعلق به قرون شکل‌گیری تشیع دارند.

شهادت حسین در عاشورا، گذشته از جنبه‌های دراماتیک و شفاعت‌مدارانه‌اش، برای شیعیان متضمن مفهوم دیگری نیز هست: نبرد دائمی خیر با شر. در اینجا شهید به اختیار خود عمل نمی‌کند بلکه خودبخود درگیر نبرد جهانی و وسیع‌ترِ خیر با شر است که عقیده‌ای رایج و اساسی در فرهنگ ایران‌زمین به‌شمار می‌رود. گویا در روایت کاشفی از ماجرا، روزگار یا زمانهٔ غدّار در نقش شر و حسین در نقش خیر ظاهر شده‌است. این نکته یا برداشت شخصی کاشفی یا به احتمال بیشتر برداشت جمعی و غالب آن عصر بوده که تنها روش غلبه بر نیروی قوی‌تر شر، شهادت یا جانفشانی است. به اعتقاد عباس امانت، شباهت بارز سیاووش و حسینِ روضة الشهدا، هم در سرنوشت و هم در شخصیت‌پردازی، نشان‌دهندهٔ پیوندی مشترک متعلق به قرون شکل‌گیری تشیع است. سیاووش قربانی توطئه‌ای خانوادگی می‌شود که از اختلافات قومی (ایران و هاماوران) متأثر بود و همو در نهایت تسلیم سرنوشت می‌شود. ته‌رنگ زُروانی در این داستان و نیز روایت کاشفی از واقعهٔ کربلا انکارناپذیر است. اشارهٔ مکرر پژوهشگران به شباهت‌های مراسم محرم و آیین سیاوشان تصادفی نیست.
عباس امانت، اثر کاشفی را در جهت مُذَهّب و دراماتیک کردن همین نبرد سنتی خیر و شر می‌داند که چاشنی سرنوشت و تقدیر در آن فزونی یافته و باب طبع مردمان هم‌عصرش شده‌است. تأکید روی مضمون سرنوشت، خواه عامدانه بوده باشد خواه صرفاً یک صنعت شاعرانه، انعکاسی از حقیقت اوضاع سیاسی روزگار کاشفی بود. تألیف روضة الشهدا و شرح زندگانی حسین بن علی و وقایع کربلا در اواخر عهد تیموری از این لحاظ معنادار است که می‌تواند بازتابی از فجایع قریب‌الوقوع جهان کاشفی و مخاطبانش باشد. آیا اشقیا همان ازبکانی هستند که درصدد تصرف مُلک مشروع سلطان حسین بایقرا بودند همان‌طور که امویان به خصومت با حسین بن علی برخاستند؟ و آیا شاه اسماعیل و صفویان همان منجیانی هستند که در نهایت بر پلیدی چیره خواهند شد همان‌طور که مهدی موعود انتقام حسین را خواهد گرفت؟ کاشفی در این باره کاملاً سکوت پیشه کرده‌است. روایت او از محمد بن حسن، امام دوازدهم و مهدی موعود شیعیان، خنثی و متعارف است و به ذکر حدیثی مشهور پرداخته که او «این جهان را پر از داد و عدل کند چنانچه پرجور و ظلم شده» اما در ادامه می‌افزاید «و به قول بعضی می‌گویند که در اقصای بلاد مغرب، شهرها در تصرف آن حضرت است و او را فرزندان و نبیرگان اثبات می‌کنند. إنَّهُ یَعْلَمُ السِّرَّ وأَخْفَی». عباس امانت می‌نویسد که اگر مراد از مغرب، مناطق غرب هرات باشد، شاید کاشفی اشاره‌ای کم‌رنگ به شاه اسماعیل و خاندان صفوی کرده باشد.